# Сумалак
Сумалак або сумаляк, або суманак (перс. سمنو; тадж. сумалак, сманак; узб. sumalak; азерб. səməni) — традиційна святкова страва іранських та тюркських народів. Готується сумалак тільки на Навруз. Є найпоширенішою стравою серед персів, пуштунів, таджиків, узбеків та азербайджанців. Здебільшого готується з пророслого зерна пшениці в період святкування весняного свята Новруз. Процес приготування сумалаку — це не тільки досить цікавий та захоплюючий стародавній ритуал, а й виховання у молодшого покоління почуття взаємодопомоги, братерства та єдності.

## Історія приготування страви

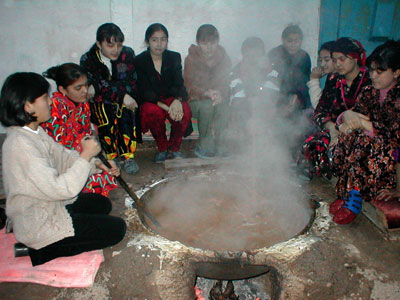
Приготування сумалака

В давні часи готували сумалак перед початком весняних посівних робіт з пророслого зерна пшениці, яке перемелюється, а потім вариться у казані на бавовняній олії із додаванням борошна протягом 20—24 годин. Оскільки приготування страви довготривале, то варять цю кашу декілька родин одночасно в одному великому казані(так завелось з прадавніх часів, коли кожна родина приносила жменю зерен пшениці для сумалаку). Додається до приготування також й каміння, яке, звісно ж, не вживають, а для того, щоб страва не підгоріла під час варіння. Відповідно до народних традицій, готують цю страву з веселими піснями, запальними танцями та жартівними приспівками всією вулицею. Ті, хто їсть сумалак під час свята Навруз, наділяється фізичними та духовними силами на цілий рік.

## Процес приготування
Інгредієнти:
1. Пшениця — 1 кг
2. Борошно — 4 кг
3. Бавовняна олія — 1 кг

- Один кілограм пшениці промивають холодною водою та кладуть в ємність. Потім її заливають водою та замочують на 1—2 дні. Після цього пшеницю розкладають на спеціальній дерев'яній дошці в окремій кімнаті, де немає сонячного світла, та залишають на 3—4 дні, оприскуючи водою. До цієї кімнати входять лише ті, хто готує сумалак й завжди лише з добрими намірами та думками.
- Ростки, які досягли розміру голки, подрібнюються, заливаються водою, а потім проціджується з них сік через марлю. Фільтрують здебільшого тричі, зберігаючи кожного разу сік.
- Олію прожарюють у казані та охолоджують. Потім додають борошно та отриманий сік, кип'ятять. Потім додають знову сік і знову кип'ятять. Ще раз додають сік та третій раз кип'ятять.
- До киплячої води у казані всипають пшеницю, борошно та кладуть на дно приблизно 20 камінців, щоб страва не прилипала. Іноді додають горіхи, які збагачують страву вітамінами. Потім варять десь 10—12 годин та постійно перемішують страву. Весь цей час розмовляють, співають та танцюють, а також обговорюють важливі життєві справи. Головною умовою приготування є повна відсутність злих думок.
- Коли страва починає густіти, то вогонь гасять. Казан накривають кришкою. Через 5—6 годин страва готова до споживання.[2]

## Легенди про появу страви
Існує декілька легенд про появу сумалака:
- Одного разу арійське місто-фортеця на берегу Джейхуна (нині Амудар'я) було осаджене[що?] кочівниками зі Сходу. Коли всі припаси закінчились, то старійшини наказали зварити страву з відвологлої та пророслої пшениці. Як тільки-но захисники міста з'їли цю на вигляд негарну страву, то відчули приплив сили й стали відбивати швидко нападників, які прийшли в небувале замішання[що?]. Й знову для міста наступив мир. Таким чином, самалак колись врятував життя цілого міста.
- Одні з перших людей, які жили на території Середньої Азії, займались довгий час землеробством. Одна із зим видалась дуже морозною та холодною, тому у них закінчилось все продовольство. Уже у самому кінці зими люди почати збирати пророслі зерна пшениці й варити страву. З'ївши її, вони врятувались від голоду та набрались нових сил.
- Один землероб, готуючись до посіву пшениці, зволожив зерна. Вони проросли, але у цей час зіпсувалась погода, тому чоловік попросив свою дружину зварити кашу із цих зерен. Після довгої варки вийшла дуже смачна страва, яка сподобалась землеробу. З того часу й варять сумалак щороку навесні.
- Корені походження страви необхідно шукати в історії свята Навруз, яке походить ще з часів зороастризму.

## Традиції та звичаї
З приготуванням та вживанням сумалаку існує дуже багато традицій, звичаїв та вірувань.
- Відповідно до звичаїв, тільки-но звареним сумалаком обов'язково необхідно пригостити своїх сусідів, родичів та знайомих[1].
- Якщо під час споживання сумалака попадається каміння, то обов'язково загадують бажання.
- Існує також повір'я, що спробувавши сумалак із семи казанів, можна стати щасливим.[1]
- Після того, як вогонь гаситься, тлумачать рисунок на поверхні сумалака. Яким би рисунок не був, він завжди має позитивне значення.[1] Ще за рисунком визначають, яким буде подальший рік[3].

## Користь для організму
Вважається, що сумалак є дуже корисним для здоров'я, адже страва насичена вітамінами та амінокислотами. Вона знімає втому, робить людину бадьорою, дуже добре відновлює сили, особливо після зимового періоду. Недарма ж, згідно вірувань, сумалак колись надав сил організму після довготривалої та холодної зими людям.

## Етимологія
Існує декілька версій перекладу слова «сумалак» («сумаляк», «суманак», «сумелек»).
Перекладається воно з перської мови як 30 ангелів, тому що сі — тридцять, малак — ангел (відповідно до легенди, 30 ангелів допомогли приготувати бідній жінці цю страву). За іншою версією, відповідно до значень словника давньотюркської мови, сума — це запарена для солоду пшениця або ячмінь, а лакс — пшеничне борошно.

## Галерея

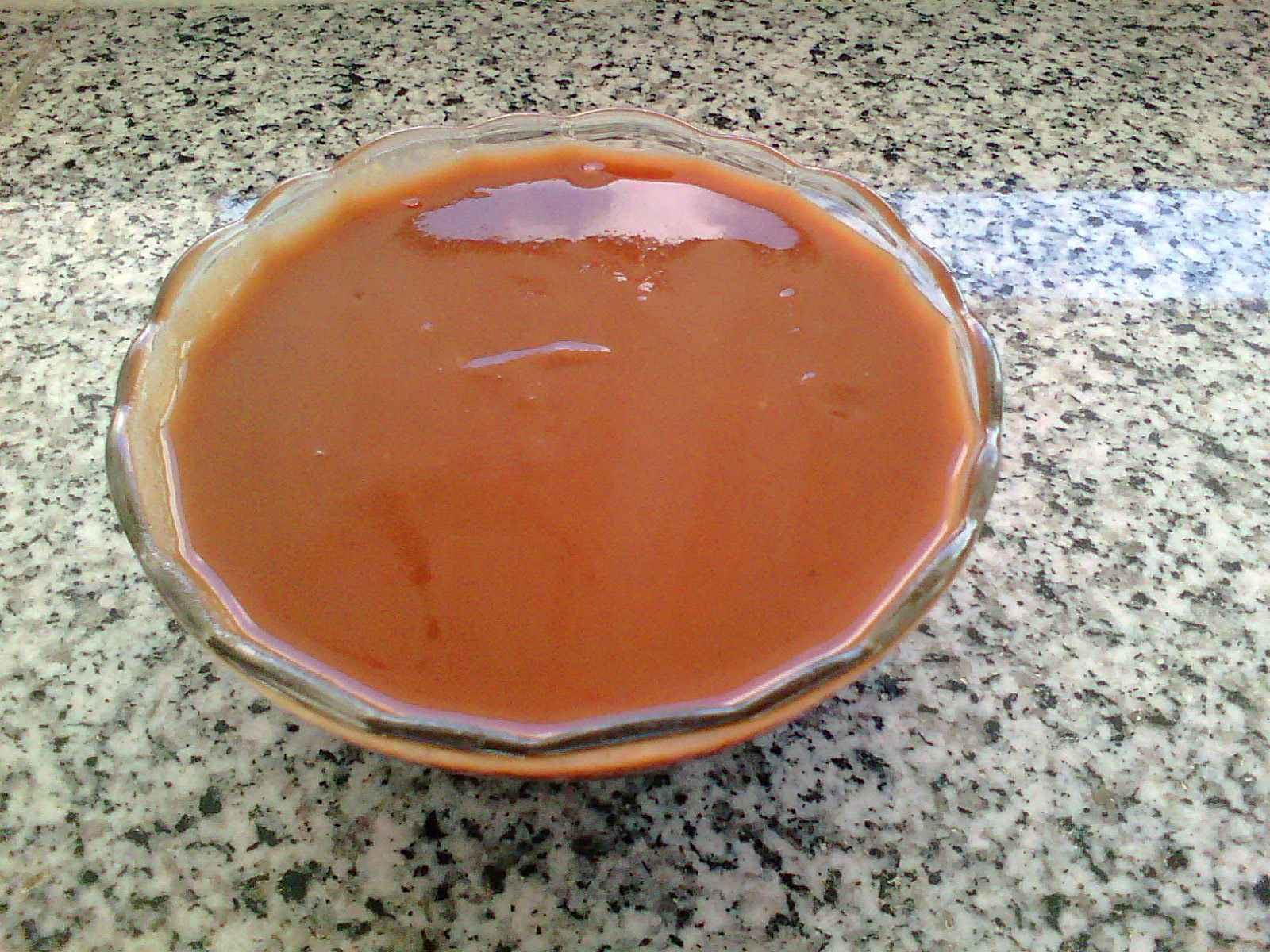
Сумалак
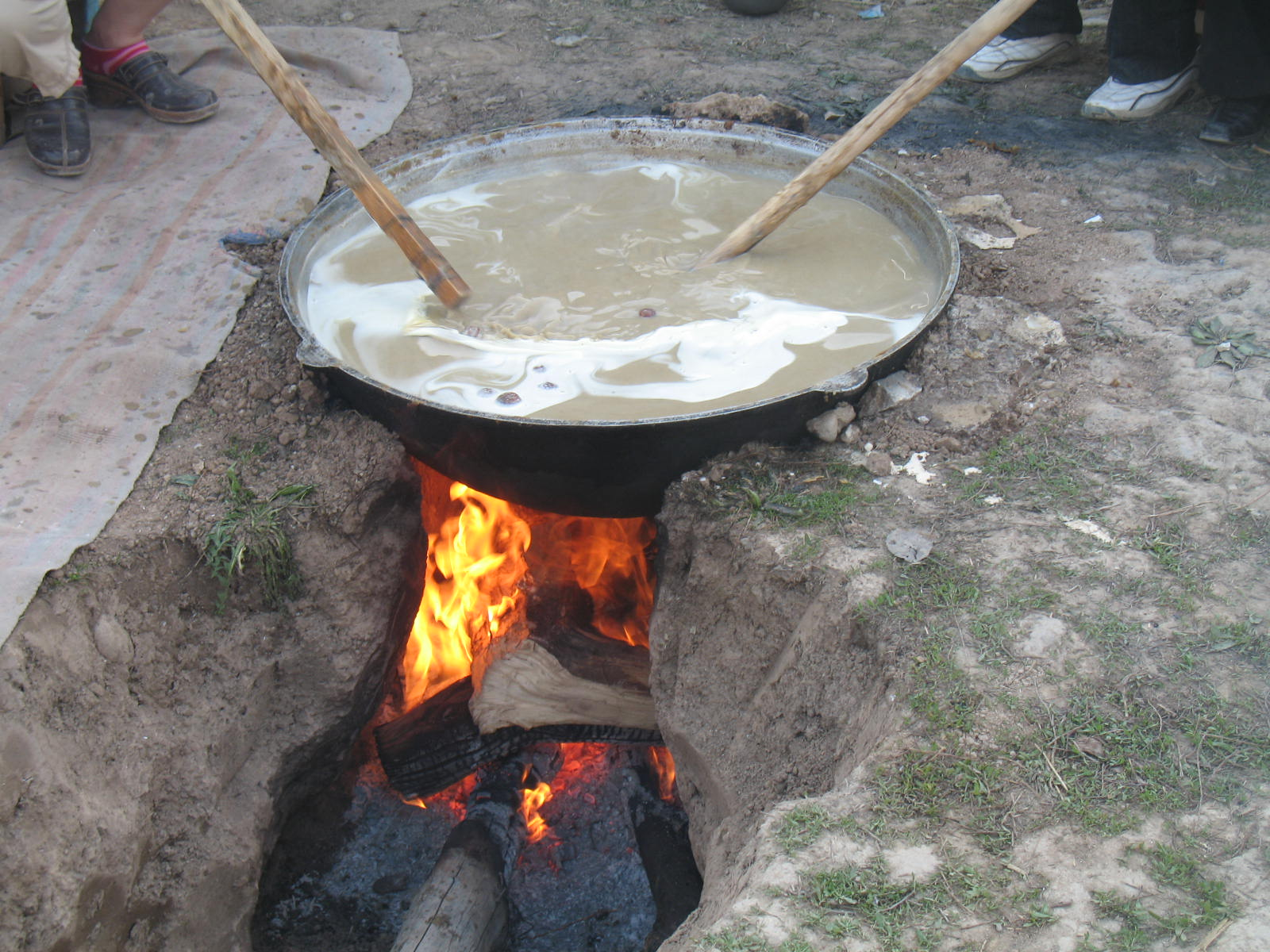
Страва сумалак
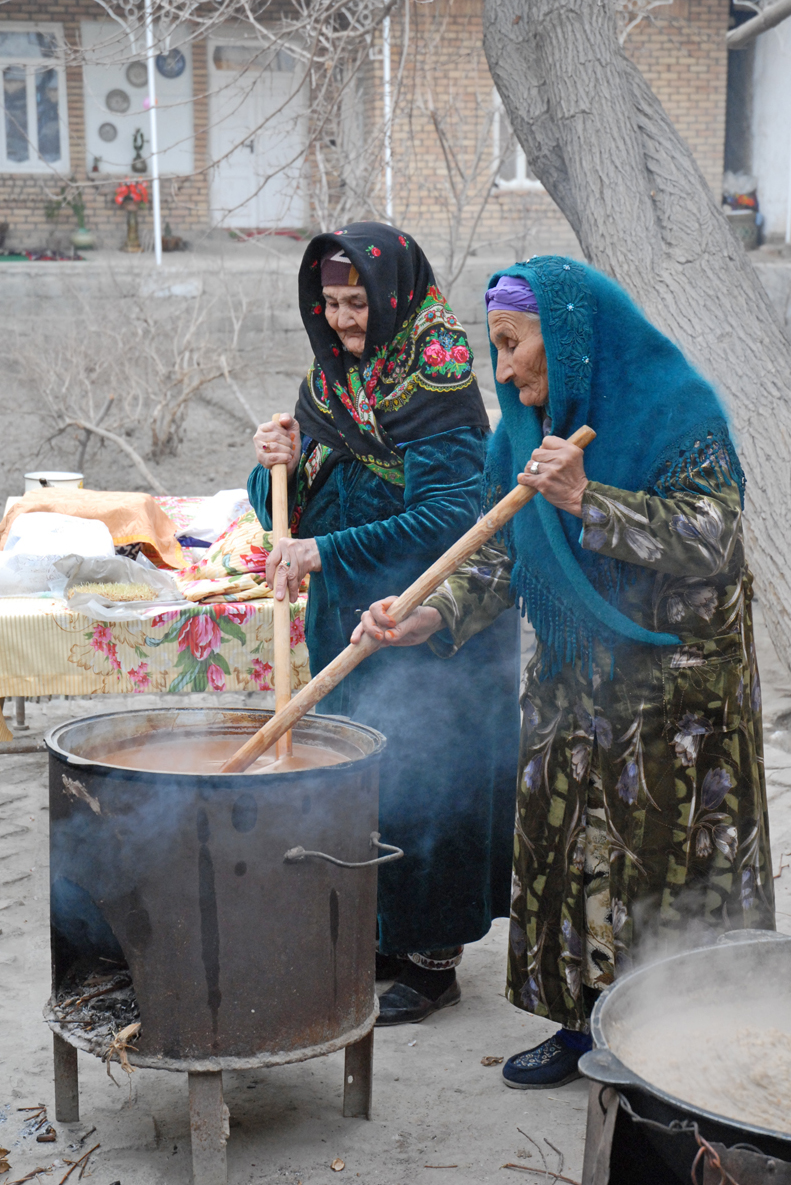
Приготування сумалаку